# Асендорф (Нордхајде)
Асендорф (њем. Asendorf) општина је у њемачкој савезној држави Доња Саксонија. Једно је од 42 општинска средишта округа Харбург. Према процјени из 2010. у општини је живјело 1.816 становника. Посједује регионалну шифру (AGS) 3353002.

## Географски и демографски подаци
Асендорф се налази у савезној држави Доња Саксонија у округу Харбург. Општина се налази на надморској висини од 32 метра. Површина општине износи 14,7 km². У самом мјесту је, према процјени из 2010. године, живјело 1.816 становника. Просјечна густина становништва износи 124 становника/km².